# بيت معزب (السدة)

تعديل مصدري - تعديل

بيت معزب هي إحدى قرى عزلة جبل عصام بمديرية السدة التابعة لمحافظة إب، بلغ تعداد سكانها 1007 نسمة حسب تعداد اليمن لعام 2004.